# Agència Catalana de l'Aigua
L'Agència Catalana de l'Aigua (ACA) és l'ens públic adscrit al Departament de Territori, Habitatge i Transició Ecològica  de la Generalitat amb competències plenes en el cicle integral de l'aigua a les Conques Internes de Catalunya al marc de la directiva europea de l'aigua.
A les conques intercomunitàries l'Agència té competències compartides amb la Confederació Hidrogràfica de l'Ebre, pel que fa al sanejament, proveïment, intervenció en el domini públic hidràulic i canalitzacions.

## Competències de l'Agència Catalana de l'Aigua

### Conques internes
- Elaborar i revisar els plans, projectes hidrològics, i fer-ne el seguiment.
- La promoció, construcció i explotació de les obres hidràuliques competència de la Generalitat.
- El sanejament i abastament en alta, és a dir, fora de l'àmbit municipal.
- El control de la qualitat i la quantitat de les aigües.
- La gestió, la recaptació, l'administració i la distribució dels recursos econòmics que li atribueix la legislació d'aigües i l'elaboració del seu pressupost.
- Atorgament, administració i control dels aprofitaments hidràulics.
- L'atorgament de les autoritzacions i les concessions.
- L'execució de la policia del domini públic hidràulic i les seves zones d'influència.
- El control, la vigilància, la inspecció, la planificació, l'autorització de l'adopció de decisions sobre el repartiment i l'assignació de recursos hídrics a la xarxa Ter-Llobregat i les relacions de col·laboració amb les entitats locals.
- La intervenció administrativa i el cens dels aprofitaments de les aigües superficials i subterrànies existents i dels abocaments que poden afectar les aigües superficials, subterrànies i marítimes.
- La promoció d'entitats i associacions vinculades a l'aigua i el foment de llurs activitats.
- L'obtenció de la informació necessària de les persones físiques i jurídiques, públiques o privades, per a l'exercici de les competències que se li atribueixin.
- La determinació de les zones inundables.
- La proposta al Govern de l'establiment de limitacions en l'ús de les zones inundables que s'estimen necessàries per a garantir la seguretat de les persones i els béns.

### Conques intercomunitàries
- El sanejament i abastament en alta, és a dir, fora de l'àmbit municipal.
- L'execució de la policia del domini públic hidràulic i les seves zones d'influència.
- El tràmit dels expedients que calen a aquest domini, llevat d'atorgament de concessions d'aigua.
- La promoció d'entitats i associacions vinculades a l'aigua i el foment de llurs activitats
- L'obtenció de la informació necessària de les persones físiques i jurídiques, públiques o privades, per a l'exercici de les competències que se li atribueixin.
- La proposta al Govern de l'establiment de limitacions en l'ús de les zones inundables que s'estimen necessàries per a garantir la seguretat de les persones i els béns.